# Alexander McNutt (Politiker)

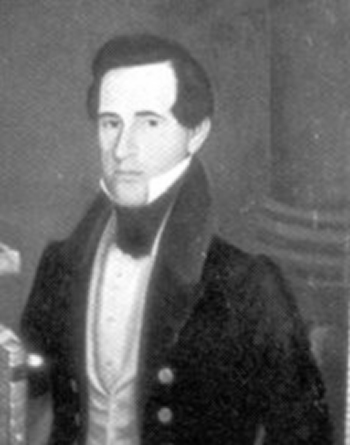
Alexander McNutt

Alexander Gallatin McNutt (* 3. Januar 1802 in Rockbridge, Rockbridge County, Virginia; † 22. Oktober 1848 im DeSoto County, Mississippi) war ein US-amerikanischer Politiker und von 1838 bis 1842 Gouverneur des Bundesstaates Mississippi.

## Frühe Jahre und politischer Aufstieg
Alexander McNutt besuchte das Washington College, aus dem die heutige Washington and Lee University hervorgegangen ist. Nach einem anschließenden Jurastudium betrieb er zusammen mit einem Pflanzer namens Joel Cameron in Vicksburg eine Gemeinschaftspraxis. Nachdem Cameron im Jahr 1833 von einem seiner Sklaven ermordet worden war, heiratete McNutt dessen Witwe. Politisch wurde er Mitglied der Demokratischen Partei. Im Jahr 1835 wurde er in den Senat von Mississippi gewählt, 1837 war er Präsident dieses Gremiums.

## Gouverneur von Mississippi
Am 6. November 1837 wurde Alexander McNutt zum Gouverneur seines Staates gewählt. Er trat sein neues Amt am 8. Januar 1838 an und konnte es nach einer Wiederwahl im Jahr 1839 bis zum 10. Januar 1842 ausüben. In dieser Zeit wurde das Staatsgefängnis fertiggestellt, und die Eigentumsrechte der Frauen wurden verbessert. Überschattet war seine Amtszeit vom Zusammenbruch der Union Bank. Diese Bank hatte zuvor Staatsanleihen ausgegeben, um den Haushalt des Staates aufzubessern. Der Zusammenbruch der Bank führte dann aber zu einer Staatsverschuldung von fünf Millionen Dollar. Im Jahr 1841 beschloss die Regierung, die Anleihen nicht zurückzuzahlen. Die Folge war ein Rechtsstreit, der sich von Generation zu Generation vererbte und teilweise bis heute anhält. McNutt verzichtete im Jahr 1841 auf eine erneute Kandidatur.

## Weiterer Lebenslauf
Im Jahr 1847 bewarb sich McNutt erfolglos um einen Sitz im US-Senat. Ein Jahr später bewarb er sich um das Amt eines Wahlmannes für die Präsidentschaftswahlen. Während des Wahlkampfes erkrankte er tödlich. Er war mit Elizabeth Cameron, der Witwe seines Ex-Partners in der Anwaltskanzlei, verheiratet. Das Paar hatte keine Kinder.